# Cheviotské pohoří
Cheviotské pohoří (anglicky  Cheviot Hills) je vrchovina na severu Anglie, u hranic se Skotskem, ve Velké Británii. Nejvyšším bodem je The Cheviot (815 m). Většina vrchů má nadmořskou výšku 500 m a výše, mají však poměrně nízkou prominenci. Pouze tři vrchy převyšují terén o více než 150 metrů. Hlavními horninami jsou andezit, bazalt, granit a vápenec. V oblasti se nachází Národní park Northumberland.